# Ghiacciaio Hushen
Il ghiacciaio Hushen è un ghiacciaio situato sull'isola Alessandro I, al largo della costa della Terra di Palmer, in Antartide. Il ghiacciaio, il cui punto più alto si trova a circa 350 m s.l.m., si trova sul lato settentrionale della base della penisola Derocher e da qui fluisce verso nord-est, unendo il proprio flusso a quello del ghiacciaio Reuning per poi entrare nel lato meridionale dell'insenatura di Mendelssohn.

## Storia
Il ghiacciaio Hushen è stato mappato per la prima volta dallo United States Geological Survey grazie a fotografie aeree scattate dalla marina militare statunitense durante il periodo 1967-68 e ad immagini satellitari scattate da un satellite Landsat nel periodo 1972-73. La formazione è stata poi così battezzata dal comitato consultivo dei nomi antartici in onore di W. Timothy Hushen, direttore del consiglio per la ricerca polare dell'Accademia nazionale delle scienze statunitense dal 1981 al 1988.